# 李思恂

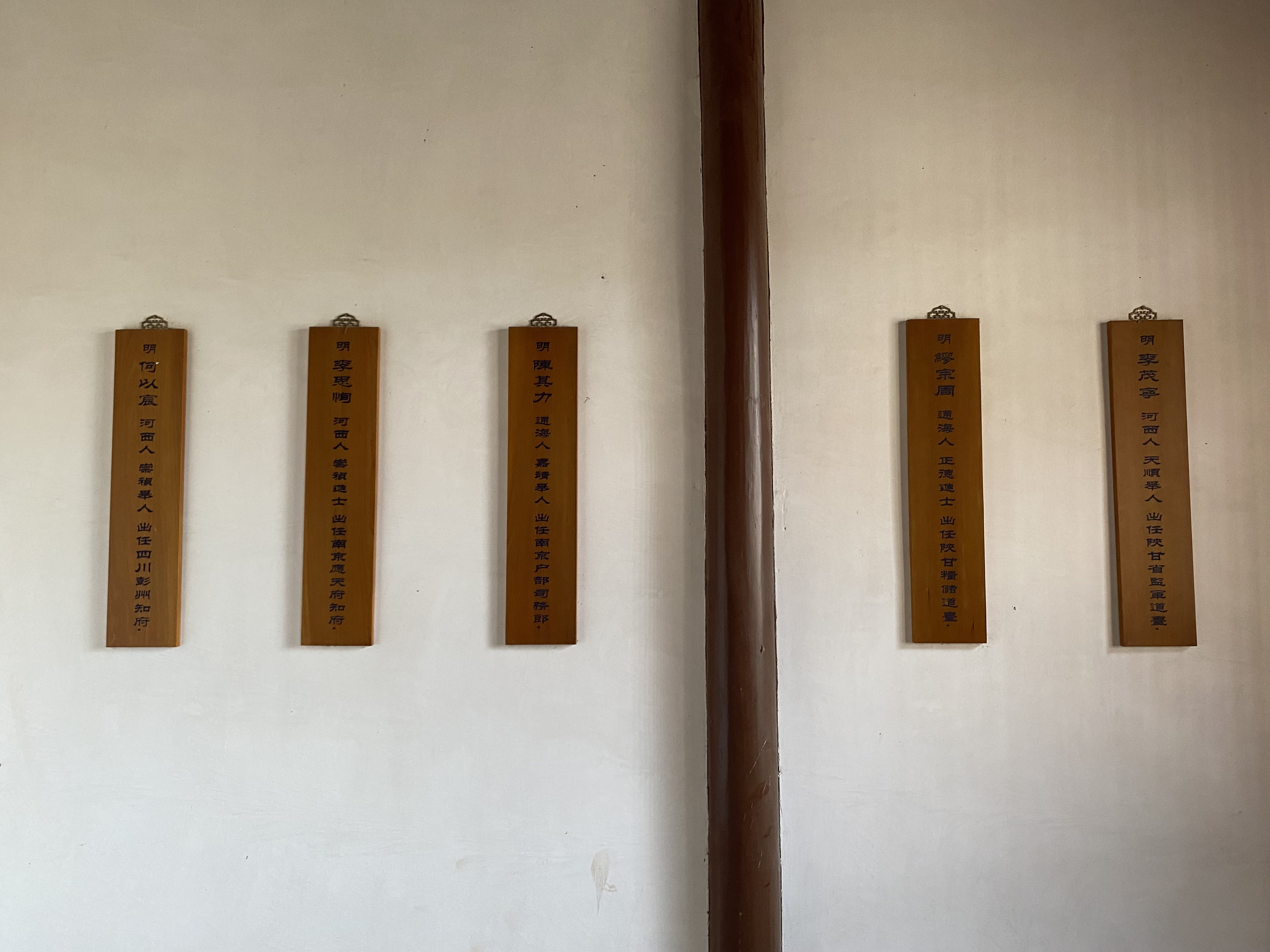
通海文庙名宦祠内的李思恂牌位（左二）

李思恂（？年—？年），云南河西县（今玉溪市通海县河西镇）人。明末政治人物。

## 生平
天啓元年（1621年）辛酉科雲南乡试舉人，崇祯四年（1631年）成辛未科进士，官南直溧阳县知县，后升应天府尹。